# Empire (Kasabian-Album)
Empire ist das zweite Studioalbum der britischen Rockband Kasabian. Es erschien am 28. August 2006 und erreichte auf Anhieb Platz 1 der britischen Albumcharts. Es beinhaltet 11 Songs, darunter drei Singleauskopplungen.

## Cover
Das Albumcover ist wie eine Spielkarte angelegt, die einen König zeigt, der eine Frau in den Armen hält. Das Bandlogo ist dabei genau in der Mitte. Das Cover wurde von der Künstlerin Julie Verhoevan entworfen.

## Trackliste
Alle Tracks wurden von Sergio Pizzorno geschrieben.
1. Empire – 3:53
2. Shoot the Runner – 3:27
3. Last Trip (In Flight) – 2:53
4. Me Plus One – 2:28
5. Sun Rise/Night Flies – 4:08
6. Apnoea – 1:48
7. By My Side – 4:14
8. Stuntman – 5:19
9. Seek & Destroy – 2:15
10. British Legion – 3:19
11. The Doberman – 5:34

## Rezeption

### Kritiken
Das Album wurde eher negativ aufgenommen. Christian Preußer von Plattentests.de schreibt: "Auch nach einigen Durchläufen von "Empire" wird man die Vermutung nicht los, Kasabian wollten mit begrenzten Mitteln mehr erreichen, als tatsächlich möglich. Primal-Scream-Adaptionen ziehen sich über die gesamte Albumlänge. Die Songs lümmeln in einer whiskeysüffigen Marmelade, zwischen Acid-Rock und überzogenen The Dandy Warhols, die mit voller Birne und gestutztem Verstand zu riskanten Tanzmanövern verleiten. Ob nun Wahnsinn oder Talent: Kasabian machen sich mindestens die Tanzböden der Indiediscos untertan."

### Chartplatzierungen
| ChartsChartplatzierungen       | Höchstplatzierung | Wochen |
| ------------------------------ | ----------------- | ------ |
| Deutschland (GfK)              | 68 (1 Wo.)        | 1      |
| Österreich (Ö3)                | 64 (1 Wo.)        | 1      |
| Schweiz (IFPI)                 | 47 (2 Wo.)        | 2      |
| Vereinigte Staaten (Billboard) | 114 (1 Wo.)       | 1      |
| Vereinigtes Königreich (OCC)   | 1 (55 Wo.)        | 55     |

| ChartsJahrescharts (2006)    | Platzierung |
| ---------------------------- | ----------- |
| Vereinigtes Königreich (OCC) | 43          |

### Auszeichnungen für Musikverkäufe
| Land/Region                  | Auszeichnungen für Musikverkäufe (Land/Region, Auszeichnung, Verkäufe) | Verkäufe |
| ---------------------------- | ---------------------------------------------------------------------- | -------- |
| Australien (ARIA)            | Gold                                                                   | 35.000   |
| Irland (IRMA)                | Platin                                                                 | 15.000   |
| Vereinigtes Königreich (BPI) | 2× Platin                                                              | 600.000  |
| Insgesamt                    | 1× Gold · 3× Platin ·                                                  | 650.000  |